# 2021 en animation asiatique
Voir aussi : 2021 au cinéma - 2021 à la télévision
2020 en animation asiatique - 2021 en animation asiatique - 2022 en animation asiatique

## Diffusions au Japon

### Films et OAV
| Saison            | Début diffusion                                                              | Titre | Format                           | Studio d'animation |
| ----------------- | ---------------------------------------------------------------------------- | ----- | -------------------------------- | ------------------ |
| H I V E R         |                                                                              |       |                                  |                    |
| 1er janvier       | Seitokai Yakuindomo Movie 2                                                  | Film  | GoHands                          |                    |
| 8 janvier         | Sailor Moon Eternal (1re partie)                                             | Film  | Toei Animation Studio Deen       |                    |
| 8 janvier         | Gintama: The Final                                                           | Film  | Bandai Namco Pictures            |                    |
| 16 janvier        | Natsume Yuujinchou: Ishi okoshi to ayashiki raihousha (en)                   | Film  | Shuka (en)                       |                    |
| 11 février        | Sailor Moon Eternal (2de partie)                                             | Film  | Toei Animation Studio Deen       |                    |
| 11 février        | Princess Principal: Crown Handler 1                                          | Film  | Actas                            |                    |
| 13 février        | Shin Prince of Tennis: Hyoutei vs. Rikkai - Game of Future (1re partie)      | Film  | M.S.C Studio Kai                 |                    |
| 26 février        | Tokyo 7th Sisters                                                            | Film  | Toei Animation                   |                    |
| 26 février        | Otaku Otaku                                                                  | OAV   | A-1 Pictures                     |                    |
| 3 mars            | Alice in Deadly School                                                       | OAV   | Hoods Entertainment              |                    |
| 5 mars            | Aria the Crepuscolo                                                          | Film  | J. C. Staff                      |                    |
| 5 mars            | Doraemon: Nobita's Little Star Wars 2021                                     | Film  | Shin-Ei Animation                |                    |
| P R I N T E M P S |                                                                              |       |                                  |                    |
| 20 mars           | Healin' Good♡Precure Movie: Yume no Machi de Kyun! Tto GoGo! Dai Henshin!!   | Film  | Toei Animation                   |                    |
| 21 mars           | Saezuru Tori wa Habatakanai: Don't Stay Gold                                 | OAV   | Grizzly                          |                    |
| 24 mars           | Strike the Blood IV                                                          | OAV   | CONNECT SILVER LINK.             |                    |
| 1er avril         | Sayonara watashi no Cramer: First Touch                                      | Film  | Liden Films                      |                    |
| 16 avril          | Détective Conan Movie 24: Hiiro no Dangan                                    | Film  | Liden Films                      |                    |
| 23 avril          | BanG Dream! Episode of Roselia: Yakusoku                                     | Film  | Sanzigen                         |                    |
| 23 avril          | Crayon Shin-chan: Nazo Meki! Hana no Tenkasu Gakuen                          | Film  | Liden Films                      |                    |
| 28 avril          | DanMachi III                                                                 | OAV   | J. C. Staff                      |                    |
| 7 mai             | Mobile Suit Gundam: Hathaway's Flash                                         | Film  | Sunrise                          |                    |
| 14 mai            | Knights of Sidonia: Ai Tsumugu Hoshi                                         | Film  | Polygon Pictures                 |                    |
| 21 mai            | Shōjo☆Kageki Revue Starlight Movie                                           | Film  | Kinema Citrus                    |                    |
| 2 juin            | Fate/Grand Carnival                                                          | OAV   | Lerche                           |                    |
| 4 juin            | Eiga Daisuki Pompo-san                                                       | Film  | CLAP                             |                    |
| 30 juin           | Strike the Blood IV                                                          | OAV   | CONNECT SILVER LINK.             |                    |
| É T É             |                                                                              |       |                                  |                    |
| 2 juillet         | The Seven Deadly Sins: Cursed by Light                                       | Film  | Studio Deen                      |                    |
| 9 juillet         | 100-nichikan ikita wani                                                      | Film  | Toho Interactive Animation       |                    |
| 9 juillet         | Kakushigoto                                                                  | Film  | Ajiadō                           |                    |
| 16 juillet        | Belle                                                                        | Film  | Studio Chizu                     |                    |
| 22 juillet        | Gundam Reconguista in G Film 3                                               | Film  | Sunrise                          |                    |
| 22 juillet        | Nos mots comme des bulles                                                    | Film  | Signal.MD Sublimation            |                    |
| 23 juillet        | Tomorrow's Leaves                                                            | Film  | Studio Ponoc                     |                    |
| 30 juillet        | Crayon Shin-chan: Enveloppé de mystère! Les fleurs de l'académie Tenkaz (en) | Film  | Shin-Ei Animation                |                    |
| 30 juillet        | Fate/Grand Order: Kyūshoku tokuiten - Kani jikan shinden Solomon             | Film  | CloverWorks                      |                    |
| 6 août            | My Hero Academia: World Heroes' Mission                                      | Film  | Bones                            |                    |
| 13 août           | Shinkai no Survival!                                                         | Film  | Gallop Toei Animation            |                    |
| 18 août           | Tonikaku Kawaii: Fly Me to the Moon                                          | OAV   | Seven Arcs                       |                    |
| 20 août           | BanG Dream! Film Live 2nd Stage                                              | Film  | Sanzigen                         |                    |
| 20 août           | Kiniro Mosaic: Thank You!!                                                   | Film  | AXsiZ Studio Gokumi              |                    |
| 25 août           | Fate/Grand Carnival                                                          | OAV   | Lerche                           |                    |
| 27 août           | Fate/kaleid liner Prisma☆Illya: Licht - Namae no nai shōjo                   | Film  | Silver Link                      |                    |
| 27 août           | La Maison des égarées                                                        | Film  | David Production                 |                    |
| 3 septembre       | Ryōma! Shinsei gekijōban tennis no ōji-sama                                  | Film  | The Monk Studios Keica           |                    |
| 10 septembre      | The Ancient Magus Bride                                                      | OAV   | Studio Kafka                     |                    |
| 15 septembre      | Alice Gear Aegis (en)                                                        | OAV   | Nomad                            |                    |
| 17 septembre      | Free!–the Final Stroke– Partie 1                                             | Film  | Kyoto Animation                  |                    |
| 17 septembre      | Takano kousaten                                                              | Film  | Mizuki Ito                       |                    |
| 23 septembre      | Princess Principal: Crown Handler 2                                          | Film  | Actas                            |                    |
| 30 septembre      | My Next Life as a Villainess: All Routes Lead to Doom!                       | OAV   | Silver Link                      |                    |
| A U T O M N E     |                                                                              |       |                                  |                    |
| 8 octobre         | L'Enfant du mois de Kamiari                                                  | Film  | Liden Films                      |                    |
| 8 octobre         | Gekijō tanpen Macross Frontier toki no meikyū                                | Film  | Satelight                        |                    |
| 8 octobre         | Macross Δ Movie 2: Zettai Live!!!                                            | Film  | Satelight                        |                    |
| 8 octobre         | Uchū senkan Yamato 2205: aratanaru tabidachi - Zensho -TAKE OFF- (en)        | Film  | Satelight Staple Entertainment   |                    |
| 8 octobre         | Uchuu no hou: Erohim-hen                                                     | Film  | HS Pictures Studio               |                    |
| 9 octobre         | Dakaretai otoko 1-i ni odosarete imasu (en)                                  | Film  | J. C. Staff                      |                    |
| 14 octobre        | Otaku Otaku                                                                  | OAV   | A-1 Pictures                     |                    |
| 23 octobre        | Tropical-Rouge! Precure Movie: Yuki no Princess to kiseki no yubiwa!         | Film  | Toei Animation                   |                    |
| 24 octobre        | Tōhō ni-ji sōsaku dōjin anime musō natsu sato                                | OAV   | Maikaze                          |                    |
| 29 octobre        | Ai no utagoe o kikasete                                                      | Film  | J. C. Staff                      |                    |
| 30 octobre        | Sword Art Online the Movie - Progressive: Aria of a Starless Night           | Film  | A-1 Pictures                     |                    |
| 5 novembre        | Pukkurapotta to mori no jikan                                                | Film  | Tecarat                          |                    |
| 5 novembre        | Soukyū no Fafner Dead Aggressor : The Beyond partie 4                        | Film  | I.Gzwei Production I.G           |                    |
| 5 novembre        | Sumikko gurashi Movie 2: Aoi Tsukiyo no maho no ko (en)                      | Film  | Fanworks (en)                    |                    |
| 12 novembre       | Ghost in the Shell: SAC_2045 - Jizoku kanō sensō                             | Film  | Production I.G Sola Digital Arts |                    |
| 12 novembre       | Summer Ghost (en)                                                            | Film  | Flat Studio                      |                    |
| 13 novembre       | Hakuōki                                                                      | OAV   | Studio Deen                      |                    |
| 19 novembre       | Gekijōban Argonavis: Ryūsei no obligato (en)                                 | Film  | Sanzigen                         |                    |
| 26 novembre       | Eureka - Eureka Seven: Hi-Evolution (ja)                                     | Film  | Bones                            |                    |
| 1er décembre      | Given                                                                        | OAV   | Lerche                           |                    |
| 3 décembre        | Aria the Benedizione                                                         | Film  | J. C. Staff                      |                    |
| 3 décembre        | Hula Fulla Dance (en)                                                        | Film  | Bandai Namco Pictures            |                    |
| 3 décembre        | Gekijōban sōshūhen Mazica Party                                              | Film  | OLM                              |                    |
| 24 décembre       | Jujutsu Kaisen 0                                                             | Film  | MAPPA                            |                    |

### Séries télévisées et ONA
| Saison        | Début diffusion                                                     | Titre                                                         | Format                    | Studio d'animation | Chaîne de diffusion |
| ------------- | ------------------------------------------------------------------- | ------------------------------------------------------------- | ------------------------- | ------------------ | ------------------- |
| H I V E R     |                                                                     |                                                               |                           |                    |                     |
| 1er janvier   | Yōjo Shachō                                                         | ONA                                                           | project No.9              | Twitter            |                     |
| 2 janvier     | Otona no Bōguya-san (saison 2)                                      | ONA                                                           | Imagica Lab.              | Anime Store        |                     |
| 4 janvier     | Jimihen!!: Jimiko wo Kaechau Jun Isei Kouyuu!!                      | Série télévisée                                               | Studio Hokiboshi          | Tokyo MX           |                     |
| 4 janvier     | Imagine, un cambrousard du dernier donjon dans la ville de départ ! | Série télévisée                                               | Liden Films               | AT-X               |                     |
| 4 janvier     | Urasekai Picnic                                                     | Série télévisée                                               | Liden Films Felix Films   | AT-X               |                     |
| 5 janvier     | Gekidol                                                             | Série télévisée                                               | Hoods Entertainment       | AT-X               |                     |
| 5 janvier     | Uma Musume Pretty Derby (saison 2)                                  | Série télévisée                                               | Studio Kai                | BS11               |                     |
| 6 janvier     | Re:Zero kara hajimeru isekai seikatsu (saison 2, 2d cours)          | Série télévisée                                               | White Fox                 | AT-X               |                     |
| 6 janvier     | I★CHU                                                               | Série télévisée                                               | Lay-duce                  | BS11               |                     |
| 7 janvier     | Hortensia Saga                                                      | Série télévisée                                               | Liden Films               | Tokyo MX           |                     |
| 7 janvier     | Soukou Musume Senki                                                 | Série télévisée                                               | Studio A-Cat              | Tokyo MX           |                     |
| 7 janvier     | Beastars                                                            | Série télévisée                                               | Orange                    | Fuji TV            |                     |
| 7 janvier     | Abciee Shuugyou Nikki                                               | Série télévisée                                               | ABC Animation             | ABC                |                     |
| 7 janvier     | Show by Rock!! Stars!!                                              | Série télévisée                                               | Kinema Citrus             | Tokyo MX           |                     |
| 7 janvier     | Yuru Camp△ (saison 2)                                               | Série télévisée                                               | C-Station                 | AT-X               |                     |
| 7 janvier     | Heaven's Design Team                                                | Série télévisée                                               | Asahi Production          | AT-X               |                     |
| 8 janvier     | 2.43: Seiin High School Boys Volleyball Team                        | Série télévisée                                               | David Production          | Fuji TV            |                     |
| 8 janvier     | The Promised Neverland (saison 2)                                   | Série télévisée                                               | CloverWorks               | Fuji TV            |                     |
| 8 janvier     | Go-tōbun no hanayome ∬ (saison 2)                                   | Série télévisée                                               | Bibury Animation Studios  | TBS                |                     |
| 8 janvier     | Idol Survival                                                       | Série télévisée                                               | Shin-Ei Animation         | BS Asahi           |                     |
| 8 janvier     | Jaku-Chara Tomozaki-kun                                             | Série télévisée                                               | project No.9              | AT-X               |                     |
| 8 janvier     | So I'm a Spider, So What?                                           | Série télévisée                                               | Millepensee               | AT-X               |                     |
| 9 janvier     | Back Arrow                                                          | Série télévisée                                               | Studio VOLN               | Tokyo MX           |                     |
| 9 janvier     | WIXOSS Diva(A)Live (saison 5)                                       | Série télévisée                                               | J. C. Staff               | Tokyo MX           |                     |
| 9 janvier     | Project Scard: Praeter no Kizu                                      | Série télévisée                                               | GoHands                   | MBS                |                     |
| 9 janvier     | Ore dake Haireru Kakushi Dungeon                                    | Série télévisée                                               | Okuruto Noboru            | MBS                |                     |
| 9 janvier     | Les Brigades immunitaires!! (saison 2)                              | Série télévisée                                               | David Production          | Tokyo MX           |                     |
| 10 janvier    | Les Brigades immunitaires BLACK                                     | Série télévisée                                               | Liden Films               | Tokyo MX           |                     |
| 10 janvier    | Horimiya                                                            | Série télévisée                                               | CloverWorks               | Tokyo MX           |                     |
| 10 janvier    | Dr. Ramune -Mysterious Disease Specialist-                          | Série télévisée                                               | Platinum Vision           | Tokyo MX           |                     |
| 10 janvier    | World Trigger (saison 2)                                            | Série télévisée                                               | Toei Animation            | TV Asahi           |                     |
| 10 janvier    | SK8 the Infinity                                                    | Série télévisée                                               | bones                     | ABC                |                     |
| 10 janvier    | Yatogame-chan Kansatsu Nikki Sansatsume (saison 3)                  | Série télévisée                                               | Saetta                    | TVA                |                     |
| 10 janvier    | Kemono Incidents                                                    | Série télévisée                                               | Ajiadō                    | Tokyo MX           |                     |
| 10 janvier    | Idoly Pride                                                         | Série télévisée                                               | Lerche                    | Tokyo MX           |                     |
| 11 janvier    | Mushoku Tensei                                                      | Série télévisée                                               | Studio Bind               | Tokyo MX           |                     |
| 11 janvier    | Ex-Arm                                                              | Série télévisée                                               | Visual Flight             | Tokyo MX           |                     |
| 11 janvier    | Shin Chuuka Ichiban! (saison 2)                                     | Série télévisée                                               | NAS                       | Tokyo MX           |                     |
| 11 janvier    | Non Non Biyori Nonstop (saison 3)                                   | Série télévisée                                               | SILVER LINK.              | TV Tokyo           |                     |
| 12 janvier    | Skate-Leading Stars                                                 | Série télévisée                                               | J. C. Staff               | Tokyo MX           |                     |
| 12 janvier    | Tensei shitara slime datta ken (saison 2, 1er cours)                | Série télévisée                                               | 8-Bit                     | Tokyo MX           |                     |
| 13 janvier    | Bungo Stray Dogs Wan!                                               | Série télévisée                                               | bones Nomad               | Tokyo MX           |                     |
| 13 janvier    | World Witches Hasshin Shimasu!                                      | Série télévisée                                               | acca effe Giga Production | Tokyo MX           |                     |
| 13 janvier    | Wonder Egg Priority                                                 | Série télévisée                                               | CloverWorks               | NTV                |                     |
| 13 janvier    | Seven Deadly Sins (saison 4)                                        | Série télévisée                                               | Studio Deen               | TV Tokyo           |                     |
| 13 janvier    | Log Horizon: Entaku Houkai (saison 3)                               | Série télévisée                                               | Studio Deen               | NHK E              |                     |
| 13 janvier    | Kaifuku Jutsushi no Yarinaoshi                                      | Série télévisée                                               | TNK                       | AT-X               |                     |
| 14 janvier    | Dr. Stone: Stone Wars (saison 2)                                    | Série télévisée                                               | TMS Entertainment         | Tokyo MX           |                     |
| 20 janvier    | Majutsushi Orphen Hagure Tabi: Kimluck-hen (saison 2)               | Série télévisée                                               | Studio Deen               | AT-X               |                     |
| 14 février    | Vlad Love                                                           | ONA                                                           | Drive                     | Abema              |                     |
| 25 février    | Sky High Survival                                                   | ONA                                                           | Zero-G                    | Netflix            |                     |
| 25 février    | Maiko-san Chi no Makanai-san                                        | Série télévisée                                               | J. C. Staff               | NHK World-Japan    |                     |
| 28 février    | Tropical-Rouge! Precure                                             | Série télévisée                                               | Toei Animation            | ABC                |                     |
| 27 mars       | My Hero Academia (saison 5)                                         | Série télévisée                                               | Bones (studio)            | ytv                |                     |
| É T É         | 7 juillet                                                           | Tsukimichi -Moonlit Fantasy-                                  | Série télévisée           | C2C                | Tokyo MX            |
| A U T O M N E | 5 octobre                                                           | The Fruit of Evolution: Before I Knew It, My Life Had It Made | Série télévisée           | Hotline            | TV Tokyo            |

## Principales diffusions en Chine
| Début diffusion      | Titre                            | Format | Studio d'animation             |
| -------------------- | -------------------------------- | ------ | ------------------------------ |
| 30 avril * 9 juillet | Link Click                       | Série  | Studio LAN                     |
| 16 juillet           | Ji Gong Zhi Xiang Long Jiang Shi | Film   | Studio Chizu                   |
| 23 juillet           | White Snake 2: Green Snake       | Film   | Light Chaser Animation Studios |

## Principales diffusions en Corée
| Début diffusion | Titre                              | Format | Studio d'animation |
| --------------- | ---------------------------------- | ------ | ------------------ |
| 1er décembre    | Chun Tae-il: A Flame That Lives On | Film   | Myung Films (en)   |

## Principaux décès
- 15 mars : Yasuo Ōtsuka
- 17 avril : Osamu Kobayashi
- 7 septembre : Eiichi Yamamoto
- 1er décembre : Keiko Nobumoto